# 大哈拉泡
大哈拉泡是一个位于中国吉林省双辽市的湖泊，面积约为2平方千米，平均水深约为1.2米。